# Obiecte în repaus
„Obiecte în repaus” (titlu original: „Objects at Rest”) este un episod al serialului de televiziune Babylon 5, sezonul 5.